# Saceda-Trasierra
Saceda-Trasierra és un municipi de la província de Conca, a la comunitat autònoma de Castella-La Manxa.

## Demografia
| 1991 |  | 1996 |  | 2001 |  | 2004 |
| ---- |  | ---- |  | ---- |  | ---- |
| 51   |  | 95   |  | 91   |  | 106  |